# Scagnello
Scagnello és una localitat i comune italiana de la província de Cuneo, regió de Piemont, amb 218 habitants.

## Evolució demogràfica
| Gràfica d'evolució demográfica de Scagnello entre 1861 i 2001 |
|                                                               |